# Solidago gigantea
Solidago gigantea (o vara d'or gegant) és una espècie de planta d'Amèrica del Nord. L'epítet específic gigantea fa referència al fet que arriba a fer 2 m d'alt, i és l'espècie més alta del seu gènere. La seva distribució natural és a l'est de les Rocky Mountains i arriba a l'estat mexicà de Nuevo León.
Solidago gigantea té rizomes.
Solidago gigantea és la flor oficial dels estats de Kentucky i Nebraska.